# Eublemma cochylioides
Eublemma cochylioides là một loài bướm đêm thuộc họ Erebidae. Nó được tìm thấy ở khắp the Old World tropics tới Fiji và Tonga.
Sải cánh dài khoảng 20 mm. Con trưởng thành có cánh trước màu nâu nhạt.
Ấu trùng ăn các loài Elephantopus và Prenanthes spinosa.

## Hình ảnh

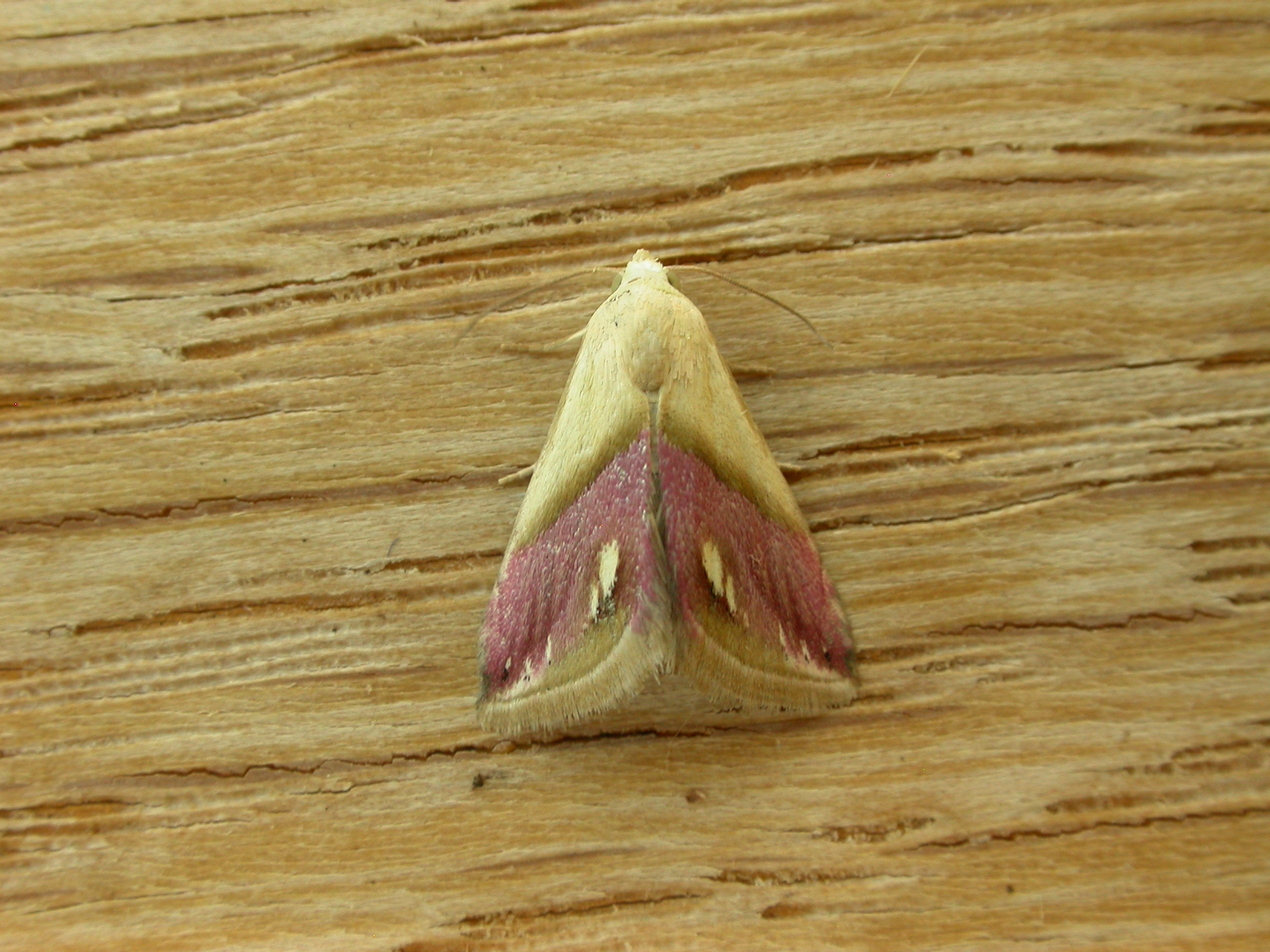